# 뮤직쇼
《뮤직쇼》는 KBS 쿨FM(수도권 FM 89.1㎒)에서 매일 오후 2시부터 오후 4시까지 방송하는 대중음악 전문 라디오 프로그램이다.

## 역사
1990년 4월 9일에 첫방송을 시작해, 1998년 10월 11일에 잠정적으로 폐지됐다가, 2001년 4월 9일에 다시 부활했다. 2024년 11월 24일 이후 34년 만에 다시 폐지되었다.

## 역대 방송시간
| 방송 채널 | 방송 기간                          | 방송 시간                  |
| --------- | ---------------------------------- | -------------------------- |
| KBS 쿨FM  | 1990년 4월 9일 ~ 1996년 3월 31일   | 매일 오후 2:00 ~ 오후 4:00 |
| KBS 쿨FM  | 2001년 4월 9일 ~ 2010년 4월 18일   | 매일 오후 2:00 ~ 오후 4:00 |
| KBS 쿨FM  | 2018년 5월 14일 ~ 2024년 11월 24일 | 매일 오후 2:00 ~ 오후 4:00 |
| KBS 쿨FM  | 1996년 4월 1일 ~ 1997년 11월 2일   | 매일 오후 4:00 ~ 저녁 6:00 |
| KBS 쿨FM  | 2010년 4월 19일 ~ 2018년 5월 13일  | 매일 오후 4:00 ~ 저녁 6:00 |
| KBS 쿨FM  | 1997년 11월 3일 ~ 1998년 10월 11일 | 매일 오후 5:00 ~ 저녁 6:00 |

## 역대 DJ
- 임백천 (총 2차 진행)
- 홍서범
- 탁재훈
- 김장훈 (2004년 1월 1일 ~ 2005년 10월 23일)
- 강수정 (2005년 10월 24일 ~ 2007년 4월 15일)
- 윤도현 (총 2차 진행) (2007년 4월 16일 ~ 2008년 11월 16일)
- 서경석 (2008년 11월 17일 ~ 2010년 4월 18일)
- 이수영 (2010년 4월 19일 ~ 2011년 4월 10일)
- 데니안 (2011년 4월 11일 ~ 2013년 4월 7일)
- 김C (2013년 4월 8일 ~ 2014년 12월 31일)
- 조우종 (2015년 1월 1일 ~ 2016년 7월 17일)
- 유지원 (2016년 7월 18일 ~ 2017년 5월 14일)
- 온주완 (2017년 5월 15일 ~ 2018년 5월 13일)
- 문희준 (2018년 5월 14일 ~ 2020년 3월 1일)
- 황정민 (2020년 3월 2일 ~ 2024년 9월 1일)
- 박소현 (2024년 9월 2일 ~ 10월 13일)
- 강성규 (2024년 10월 14일 ~ 11월 24일)

## 코너

### 매일 코너
- 터치 터치 뮤직쇼
- 온에어 단톡방
- 신상뮤직
- 음악여행, 귀로

### 요일별 코너
- 월요일 : 알고리즘 추천 선곡
- 화요일 : 스타일 업
- 수요일 : 배달의 황족
- 목요일 : 음악연구소
- 금요일 : 아무사연챌린지
- 토요일 : 오늘은 몰아듣기
- 일요일 : OST 리플레이

## 기타
- 전임 DJ 임백천은 1993년 MC 김연주와 결혼하면서 해당 프로그램을 그만뒀다가 2001년 4월 9일 복귀했으나,[2] 2003년 5월 11일에 다시 그만뒀다.[3]

## 방송 사고
- 2020년 8월 5일 생방송을 진행하는 도중에 한 괴한에 의해 라디오홀 스튜디오 외벽 유리창 6개가 파손되고, 이로 인해 황정민 아나운서는 엄청 놀랐는지 스튜디오를 급히 떠났고 이 날 게스트였던 치과의사 김형규가 대신 방송을 마무리했다. 황정민 아나운서는 외상후 스트레스 장애 등 증상을 보여 정상적인 활동이 불가능해 입원 치료를 받게 되었으며, 이에 따라 2020년 8월 6일 ~ 8월 9일 방송분은 이정민 아나운서가 대신 진행했고, 2020년 8월 10일 ~ 9월 13일 방송분은 정다은 아나운서가 대신 진행했으며, 2020년 9월 14일 ~ 10월 18일 방송분은 주말 KBS 스포츠 9의 앵커인 김선근 아나운서가 대신 진행했다.

| “ | 지금 밖에 이상한... 음악을 들을 수 있을까요? | ” |
|   | — 황정민 진행자                              |   |

| “ | 잠시 방송이 매끄럽지 않았음을 사과한다. 음악을 들으면서 마무리 하겠다 | ” |
|   | — 황정민 진행자                                                       |   |

오늘(5일) 오후 3시 40분경 40대로 보이는 라디오 남성이 KBS 본관 2층에 위치한 라디오 오픈 스튜디오의 대형 유리창을 둔기로 파손하는 사건이 발생했습니다. 유리창을 깨며 난동을 부리던 이 남성은 신고를 받고 출동한 경찰에 체포돼 현재 조사를 받고 있습니다.
라디오 오픈 스튜디오는 일반 시청자들이 자유롭게 오갈 수 있는 공간에 위치해 있어서 추가 피해가 발생할 가능성도 있었지만, KBS시큐리티 직원들의 신속한 대처로 다행히 인명 피해 등은 발생하지 않았습니다.

KBS는 주변 CCTV 화면을 제공하는 등 경찰 수사에 적극 협조할 예정입니다.— 한국방송공사 라디오국 제작진 일등

지난 5일 오후, 한 괴한이 <황정민의 뮤직쇼>가 생방송 중인 KBS 라디오 오픈 스튜디오 외벽 유리창 전부를 곡괭이로 깨는 사건이 일어났습니다.
그 남성은 생방송 중인 황정민 아나운서의 이름을 반복해서 외치고 당장 나오라고 위협하며 난동을 부렸습니다. 제작 스텝들은 유리창이 모두 깨져 침입이 가능하고 흉기를 소지한 괴한을 직면해 생명을 위협받는 매우 위험한 상황이었습니다.
이에 제작진은 황정민 아나운서의 목소리가 괴한을 자극해 불의의 인명사고가 날 수 있는 일촉즉발의 위험을 막기 위해 지목 당사자인 황정민 아나운서의 방송진행을 멈추고 보호조치를 취했음을 분명히 밝힙니다. 황정민 아나운서가 사고 와중에 개인의 판단으로 스튜디오를 떠났다는 일부 매체의 보도는 사실이 아닙니다.
황정민 아나운서는 외상후스트레스장애 등의 증상으로 정상적인 활동이 불가하여 즉각적인 진단과 치료가 필요한 상황이기에 현재 입원 치료중에 있습니다. 이에 프로그램의 대체 진행을 준비하고 있습니다.

저희 <황정민의 뮤직쇼> 제작진은 사고 경위 파악 및 재발 방지를 위해 경찰 수사에 적극 협조하고 있습니다. 다시는 이런 불행한 일이 일어나지 않기를 진심으로 기원합니다.— 한국방송공사 라디오국 제작진 일등